# Lorraine 12 R
Il Lorraine 12 R "Radium" era un motore aeronautico a 12 cilindri a V di 60°, raffreddato ad acqua, prodotto dall'azienda francese Lorraine-Dietrich all'inizio degli anni trenta del XX secolo. Fu sviluppato per equipaggiare gli idrovolanti da competizione destinati a gareggiare nell'edizione 1931 della Coppa Schneider.

## Storia del progetto
Nel 1930 il sottosegretariato di stato all'aeronautica ordinò, in vista della partecipazione della squadra francese alla Coppa Schneider del 1931, tre nuovi modelli di idrovolanti da competizione ed uno da addestramento. Si trattava di tre aerei prodotti dalla Société des Avions Bernard, l'HV-220, l'HV-320 e l'HV-42, due dalla Nieuport-Delage, i NiD-651 e NiD-652, ed uno dalla Dewoitine, l'HD.41. I modelli Bernard HV-220, Nieuport-Delage Ni.D651 e Dewoitine HD.412 dovevano essere dotati del nuovo propulsore Lorraine 12 Rcr Radium che erogava sulla carta tra 2 000 e 2 200 CV a 4 000 giri/minuto. Per lo sviluppo del motore Radium la ditta costituì un apposito laboratorio presso gli stabilimenti di Argenteuil.
Alle officine Lorraine furono ordinati sei motori da competizione 12 Rcr Radium, per un importo di 11 440 000 franchi. Alla Renault di Boulogne-Billancourt vennero ordinati tre motori 12 Ncr da 2 000 CV per la cifra di 6 640 000 franchi, e alla Farman due motori 18T da 1 200 CV destinati ad equipaggiare un nuovo idrovolante Bernard bimotore, per la somma di 3 583 080 franchi. In vista della competizione il governo francese fissò un ambizioso calendario di sviluppo:
- il 1º dicembre 1930 i costruttori dovevano presentare i modelli statici dei nuovi aerei;
- il 1º marzo presentazione degli aerei pronti al volo, da effettuarsi sulla Laguna di Berre (Bouches-du-Rhône);
- il 1º giugno dovevano essere terminate le prove di volo, con un premio di 15 000 franchi per ogni km/h di velocità che oltrepassasse i 540 km/h.

La realizzazione del motore non fu semplice e fin dall'inizio presentò notevoli difficoltà tecniche. Il primo prototipo del motore 12 Rcr Radium girò al banco nel marzo 1931. Le prime prove di collaudo furono condotte con molta cautela e verso la fine del mese di aprile il motore non aveva girato al banco che per due ore e mezzo, senza essere mai stato spinto al massimo regime di giri previsto.

## Tecnica
Il motore Lorraine, progettato dall'ingegnere Marius Barbarou, direttore generale dell'ufficio progetti della Lorraine, disponeva di 12 cilindri a V di 60° invertita, raffreddati ad acqua, eroganti la potenza massima di 2 200 CV a 4 000 g/min (contro i 3 000 dei motori concorrenti). La cilindrata totale era pari a 28,7 litri, ed il motore aveva un peso a vuoto di 510 kg. Tale soluzione costruttiva, uno stretto motore in linea funzionante ad alto regime di giri, era stata dettata dalla ricerca esasperata dell'aerodinamica del velivolo. Il turbocompressore a due stadi ad azionamento meccanico a bagno d'olio Auguste Rateau era posto sul retro del propulsore, e girava a 28.000 giri al minuto.

## Impiego operativo
Nel mese di luglio dello stesso anno il primo esemplare del motore fu spedito presso la fabbrica Dewoitine di Tolosa per essere installato sul prototipo HD.412. Durante i collaudi al banco il propulsore non diede alcun problema relativamente al funzionamento, al raffreddamento, ed alle tubazioni, ma non superò mai i 2.000 giri. Lo stesso accadde per il secondo esemplare, provato al banco presso gli stabilimenti della ditta. Per comprenderne le ragioni, l'ingegnere Barbarou spinse al limite il motore, che si ruppe ad un regime di 3.000 giri. Furono allora provate differenti soluzioni tecniche in materia di sovralimentazione: un compressore Rateau ad azionamento meccanico, un turbocompressore Rateau classico alimentato dai tubi di scappamento del motore, dei compressori multistadio. Durante i collaudi il motore non superò mai un regime di rotazione di 2.300 giri senza riportare danni. Il 13 agosto l'ingegner Barbarou informò il direttore tecnico Caquot che non aveva alcuna intenzione di lasciare volare nessuno dei nuovi idrovolanti da competizione dotati del motore Radium. La ditta decise quindi di abbandonare lo sviluppo del propulsore, anche se alcuni test furono condotti ancora per qualche tempo presso le officine Dewoitine.
Né la Nieuport-Delage, né la Bernard, ricevettero alcun motore Radium. La ditta Bernard di Le Courneuve ricevette solamente un modello in scala ridotta, realizzato con scarti di fonderia, privo di ingranaggi, bielle e pistoni.
Nel mese di agosto il concorrente propulsore Renault 12 Ncr girava a 3 200 giri, circa il 60% di quanto previsto. La soluzione tecnica per i motori di forte potenza sarà trovata otto anni più tardi ad opera degli ingegneri petroliferi della Shell. Si trattava di un problema di utilizzo della benzina ad alto numero di ottani. L'abbandono dello sviluppo del motore Lorraine 12 Rcr Radium fu una delle cause del ritiro della squadra francese dalla Coppa Schneider del 1931.